# Cota (Malanje)
Cota, também grafada como Kota, é uma vila e comuna angolana que se localiza na província de Malanje, pertencente ao município de Calandula.